# Lucus Augusti
Lucus Augusti (grec antic: Λοῦκος Λὐγούστον, Bosc Sagrat d'August), moderna Lugo, era una ciutat al centre de Gal·lècia fundada per Paulus Fabi Màxim. Va ser la capital del pobles dels capors (capori) però sota els romans es va convertir en la capital d'un convent jurídic i una de les dues capitals de Gal·lècia que va donar el nom als Callaïci Lucenses. El convent jurídic, segons Plini el Vell tenia 16 pobles i 166.000 habitants lliures.
La ciutat era a la riba del Minius (Miño) a la via entre Bracara (Braga) i Asturica (Astorga), segons l'Itinerari d'Antoní, amb uns famosos banys.